# Distretto di Matad
Il distretto di Matad è uno dei quattordici distretti (sum) in cui è suddivisa la provincia del Dornod, in Mongolia. Conta una popolazione di 2.526 abitanti (censimento 2009). 